# Baie Possession
La baie Possession (en espagnol : Bahía Posesión), est une baie océanique située sur la rive nord du détroit de Magellan entre le cap Possession et la Primera Angostura. La baie se trouve à environ 37 kilomètres au sud du parc national Pali Aike, où se trouvent certains des premiers établissements humains connus dans les Amériques, l'occupation humaine au champ volcanique de Pali-Aike remontant à il y a 10 000 ans.
En 1974, le pétrolier Metula (en), en route pour la baie de Quintero, au Chili, s'échoue et perd quelque 60 000 tonnes de pétrole brut arabe léger avant d'être renfloué, affectant gravement la faune et la flore locale.